# 沃拉讷河畔昂特赖格
沃拉讷河畔昂特赖格（法語：Antraigues-sur-Volane，法語發音：[ɑ̃tʁɛɡ syʁ vɔlan]）是法国阿尔代什省的一个市镇，属于拉让蒂耶尔区。该市镇2009年时的人口为543人。

## 人口
沃拉讷河畔昂特赖格人口变化图示
| 数据来源：INSEE |